# Área de protección de flora y fauna Cañón de Santa Elena
El Área de Protección de Flora y Fauna Cañón de Santa Elena es una zona protegida para la flora y la fauna ubicada en los municipios mexicanos de Manuel Benavides y Ojinaga, en el estado de Chihuahua. Al igual que el Área de protección de flora y fauna Maderas del Carmen, fue declarada el 7 de noviembre de 1994 con una superficie de 277 209 hectáreas.
El objetivo de la reserva es proteger al desierto chihuahuense, que alberga diversas especies de flora y fauna. Entre la primera se destaca el matorral desértico microfilo, el matorral desértico rosetófilo, el pastizal, el bosque de encino y la vegetación riparia, entre las que abundan diversas especies. En la segunda se destacan las aves y los mamíferos que se han adaptado a la aridez, como el gato montés y algunos venados, como también aves rapaces.

## Datos históricos
Las puntas de flechas, los morteros y las pinturas rupestres encontrados en el lugar indican ocupación humana en los períodos Paleoindio (15 000 a 6500 a. C.), Arcaico (6500 a 900 a. C.), Prehistórico Tardío (900 a. C. a 1500 d. C.) y Complejo Cielo (1300 a 1680). Estas poblaciones se encontraban dispersas con desplazamientos estacionales, permitiendo el aprovechamiento de los recursos. Se dedicaban a la pesca, la recolección, la cacería y la agricultura. Entre los grupos que transitaron esta zona se destacan los conchos, los jumanos, los chisos y los apaches, como los chiricahuas, los mezcaleros y los lipanenes.
Los españoles y los comanches llegaron en la misma época, y acabaron con los mezcaleros y lipanes. El gobierno colonial estableció al río Bravo como línea de defensa, donde construyó pequeñas fortificaciones, las cuales eran vigiladas por una guarnición de soldados. Estas eran San Carlos, en Chihuahua, y Junta de los Ríos, San Vicente, Santa Rosa y San Juan Bautista, en Coahuila. Hasta 1890 la región permaneció prácticamente deshabitada, debido a los ataques de tribus apaches y comanches.
A partir de 1784, el fuerte de San Carlos quedó abandonado y sólo fue utilizado por viajeros, los cuales se protegían del ataque de apaches y bandidos. El primer ayuntamiento del municipio de Ojinaga fue construido en 1824, y se le anexó, en 1831, como sección de San Carlos. Debido al auge de la mina, se formó el municipio de Manuel Benavides, que lleva el nombre del general que murió en 1913 en la lucha contra las tropas huertistas.

## Geografía

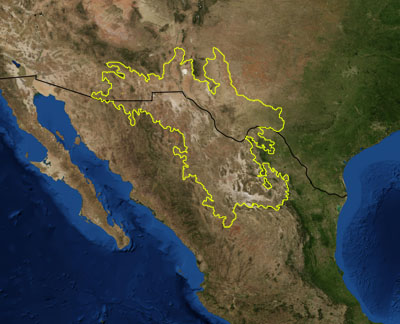
Mapa del Desierto de Chihuahua, según una imagen satelital de la NASA, donde la frontera entre Estados Unidos y México se muestra en negro. El área se encuentra protegida por varias reservas en ambos países.

El área de protección se encuentra dentro del ecosistema conocido como desierto Chihuahuense, en el cual se destacan una serie de cadenas montañosas separadas por valles y planicies onduladas, de origen cálcico y volcánico. Tiene gran diversidad de tipos de vegetación debido a la gran diferencia altitudinal que existe, desde los setecientos hasta los dos mil cuatrocientos metros sobre el nivel del mar.

### Ubicación
El cañón de Santa Elena se ubica al noreste de Chihuahua, limitada al norte por el Río Bravo y al este por Coahuila. El 80 % de la reserva se ubica en los municipios de Manuel Benavides y de Ojinaga. Abarca una franja de treinta kilómetros de ancho por cien kilómetros de largo, extendiéndose de este a oeste. Presenta una altura sobre el nivel del mar que va desde los setecientos metros hasta los dos mil cuatrocientos metros, en la parte más alta de sus cañones.

### Relieve
El área presenta un basamento de calizas cretácicas, sobre el cual se desarrolló actividad volcánica en el Terciario medio. El vulcanismo provocó plegamientos entre las placas, ya que al fragmentarse en bloques se formaron las elevaciones y depresiones. En zonas se encuentran rocas metamórficas paleozoicas e intrusiones ígneas graníticas.
La zona del Cañón de Santa Elena comprende las sierras de El Ranchito, Sierra Rica y El Mulato, entre las cuales se encuentran los valles del Álamo, Chapó, El Mulato y Rancho Blanco. Además, se destacan los lomeríos bajos de Manuel Benavides, Paso Lajitas y San Antonio. La zona posee dos cañones: La Gaviota, con 656 m, y Santa Elena, con 467 m. Gran parte de la zona es plana, con pendientes inferiores al 8 % y lomeríos y formaciones cerriles.

### Clima

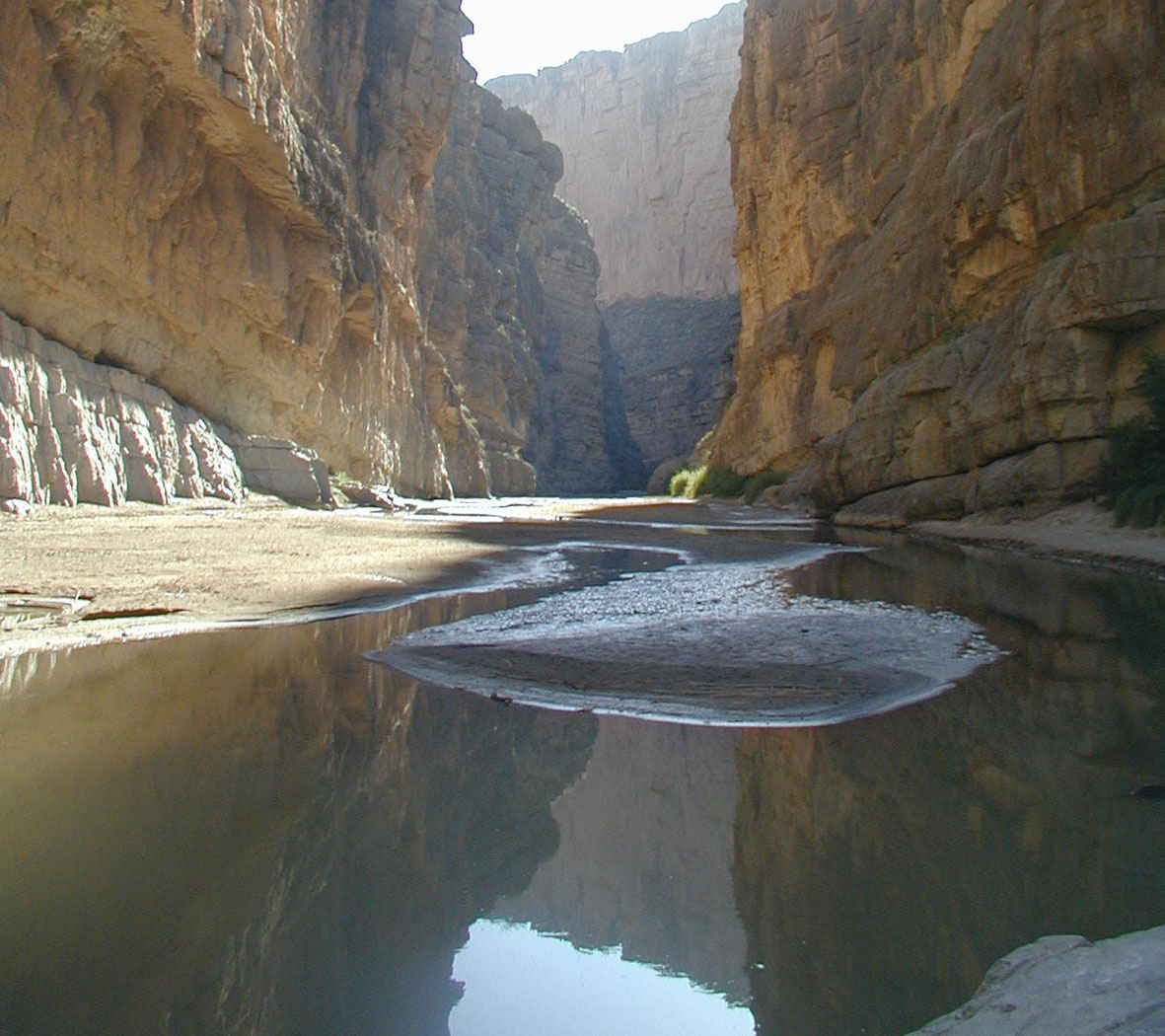
El río Bravo, que separa Estados Unidos de México, atravesando el cañón de Santa Elena

El área posee un clima cálido extremadamente seco.  Las condiciones climáticas son muy extremas, con temperaturas de hasta 50 °C en el verano. Además, existe un contraste entre el ecosistema de desierto y el clima templado frío. El clima es árido, con escasas precipitaciones en verano.

### Población
Los principales pueblos del área son Manuel Benavides, que es la cabecera del municipio, Loma de Juárez, El Mulato, Barrio Montoya, Paso Lajitas, Nuevo Lajitas, Santa Elena, Altares, Paso de San Antonio, Álamos de San Antonio, Providencia, Tinajas de Hechiceros y Álamos de Márquez. Además, los pueblos de Ojinaga, La Mula, Mahijoma y La Morita se encuentran en la zona de influencia. Se estima que en el área protegida viven 2578 habitantes.
Dentro del área protegida existen 125 propiedades, que ocupan el 34,8 % del área, 13 ejidos, que ocupan el 59,4 %, y los Fundos Legales, centros de población y terrenos nacionales ocupan el 5,8 % restante. Los suelos del área y de la zona de influencia son utilizados para la agricultura, la ganadería y la minería.

## Flora y fauna
De acuerdo al Sistema Nacional de Información sobre Biodiversidad de la Comisión Nacional para el Conocimiento y Uso de la Biodiversidad (CONABIO) en el Área de Protección de Flora y Fauna Cañón de Santa Elena habitan más de 700 especies de plantas y animales de las cuales 49 se encuentra dentro de alguna categoría de riesgo de la Norma Oficial Mexicana NOM-059  y 18 son exóticas,

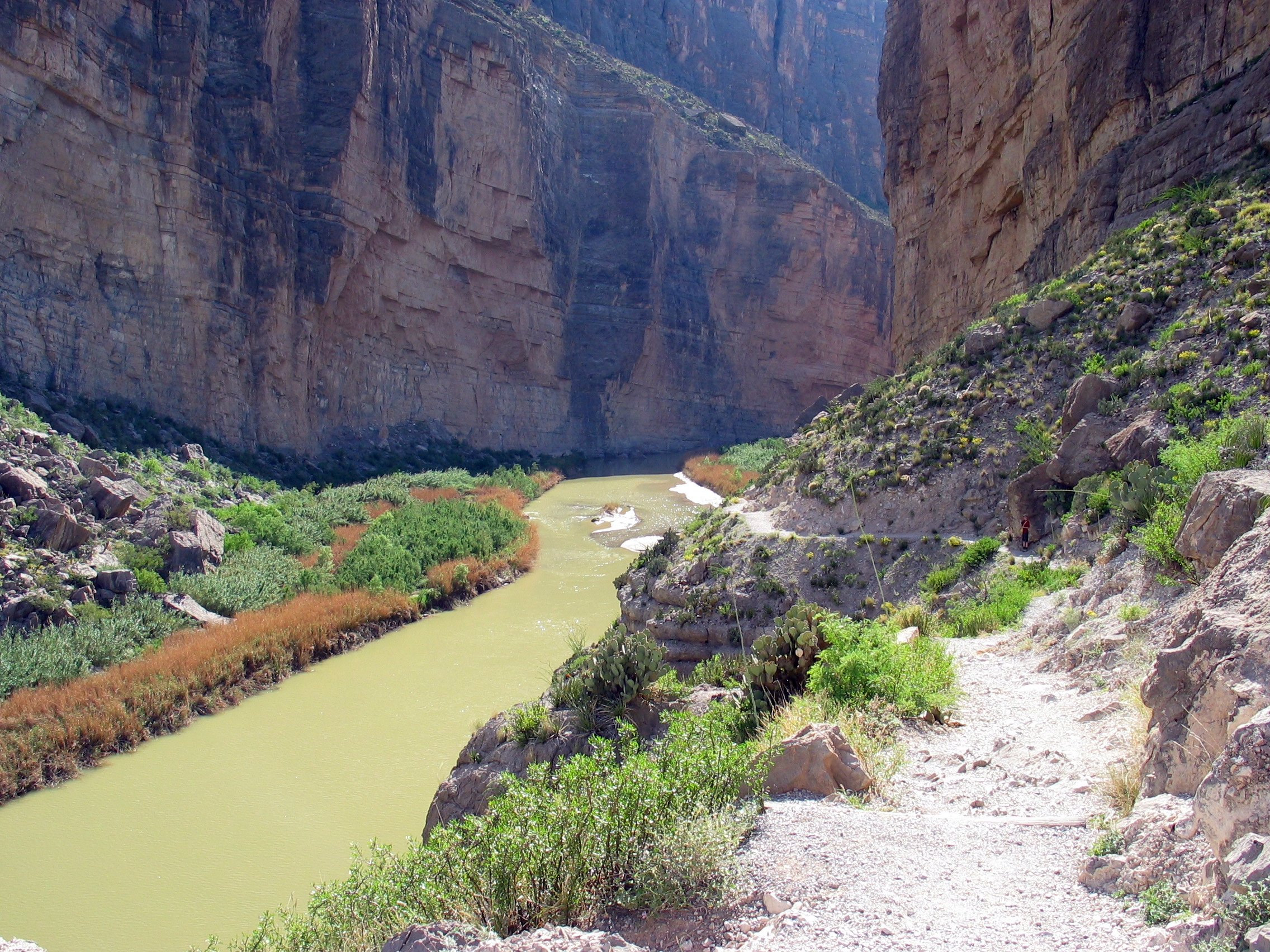
El río Bravo corriendo a través del Cañón de Santa Elena

En el área existen setenta y nueve especies protegidas. Trece de estas son especies de flora, en su mayoría cactáceas, mientras que las sesenta y seis restantes son especies de fauna, entre las que se destacan el oso negro, el águila real, el halcón peregrino y el castor.

### Flora
El área posee una gran diversidad de vegetación, destacándose el matorral desértico microfilo, el matorral desértico rosetófilo, el pastizal, el bosque de encino y la vegetación riparia, como también matorrales de guamis, mariola, cenixo y guayacán, además de mezquite, gatuños y huizaches. En la región se desarrolla una vegetación resetófila, la cual se constituye de lechugilla, sotol y de diversas especies de cactáceas. Además, existe una vegetación ribereña constituida por álamos y sauces.
En el matorral desértico microfilo se pueden encontrar especies como guamis (Larrea tridentata), hojasén (Flourensia cernua), mariola (Parthenium incanum), mezquite (Prosopis glandulosa), ocotillo (Founquieria splendens) y junco (Koeberlinia spinosa), entre otras. En el matorral desértico rosetófilo se pueden encontrar especies como palma (Yucca rostrata), lechuguilla (Agave vivipara), maguey (Agave spp), entre otras. Por otro lado, en los pastizales existen especies como las navajitas (Bouteloua gracilis) o el zacate chino (Hilaria belangeri), entre otras. En esta tabla se encuentran los grupos de vegetación del área de protección, basándose en su altitud y en su composición botánica.
| Grupo de vegetación                                                       | Altitud (m s. n. m.) | Rangos de aparición (m) | Superficie (ha) | Superficie (%) |
| ------------------------------------------------------------------------- | -------------------- | ----------------------- | --------------- | -------------- |
| Larrea tridentata Jatropha dioica Prosopis glandulosa                     | 600-900              | 300                     | 96.311,7        | 34,603         |
| Jatropha dioica Porlieria angustifolia Larrea tridentata                  | 900-1000             | 100                     | 52.611,8        | 18,902         |
| Jatropha dioica Acacia constricta Larrea tridentata                       | 1000-1200            | 200                     | 53.670,4        | 19,203         |
| Jatropha dioica Acacia constricta Parthenium incanum                      | 1200-1300            | 100                     | 14.084,1        | 5,060          |
| Acacia constricta Viguiera stenoloba Mimosa wherryana                     | 1300-1600            | 300                     | 48.266,05       | 17,341         |
| Heteropogon contortus Bouteloua curtipendula Dasylirion leiophyllum       | 1600-1800            | 200                     | 9.969,8         | 3,582          |
| Bouteloua gracilis Pinus cembroides Juniperus monosperma                  | 1800-2100            | 300                     | 2.622,3         | 0,942          |
| Bouteloua gracilis Pinus cembroides Quercus grisea                        | 2100-2300            | 200                     | 731.6           | 0,263          |
| Muhlenbergia monticola Pinus cembroides Quercus grisea Bouteloua gracilis | 2300-2400            | 100                     | 65,1            | 0,023          |

### Fauna
La fauna de la región está compuesta por aves y mamíferos que se han adaptado a la aridez. Entre las especies que habitan el área se encuentran la liebre de cola negra (Lepus californicus), el Lince rojo (Lynx rufus), el venado de cola blanca (Odocoileus virginianus), el venado bura, el pecarí de collar (Tayassu tajacu), las palomas (Zenaida macroura), algunos patos y los coyotes. También hay aves rapaces, como el halcón peregrino (Falcao peregrinus), el cernícalo (Falco sparverius) y el águila real (Aquila chrysaetos). Además se destaca la presencia de aves canoras y de ornato, de castores y de varias especies de peces.

## Creación de la reserva
En 1990 se inició, a petición del Gobierno del Estado de Chihuahua, el trámite para la creación de una reserva de la biosfera en el noreste del estado de Chihuahua, limitando con el Parque nacional Big Bend, en los Estados Unidos de América. Luego de algunas reuniones con los pobladores y con las autoridades locales, se declaró a la región como Área de Protección de Flora y Fauna en 1994. Esta área protegida quedó incluida dentro de la superficie del Área Protegida Forestal, declarada así en 1934, con el objetivo de conservar las cuencas hidrológicas de riego, protegiendo así el caudal de la Presa La Amistad, en Coahuila.
El Gobierno Federal de los Estados Unidos había insistido, desde 1934, con la creación de un área protegida en México, para que fuese contraparte del Parque nacional Big Bend. Estas iniciativas no fueron consideradas por diversas causas hasta 1994, exceptuando por la creación del Área de Protección Forestal decretada en 1934.

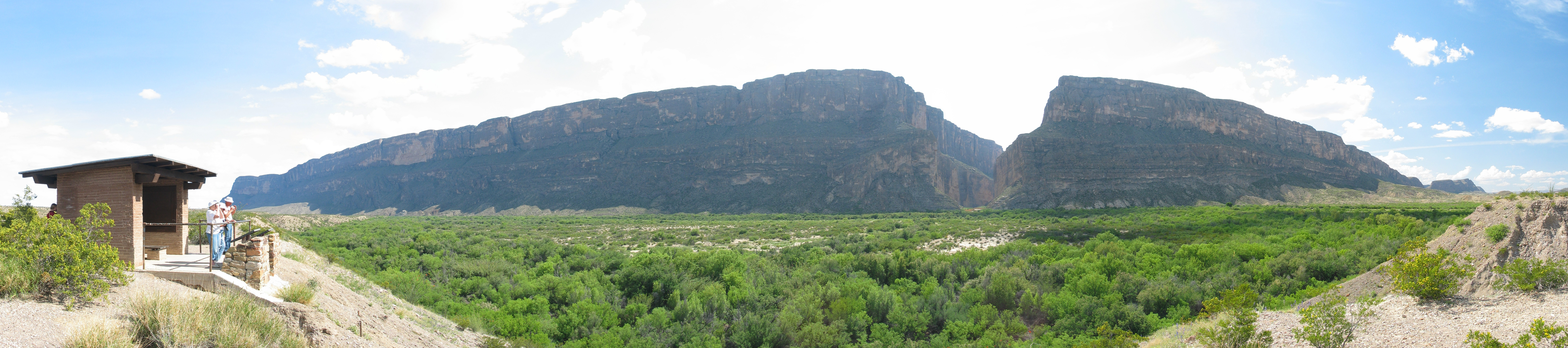
El río Bravo emergiendo del cañón de Santa Elena. La pared izquierda del cañón es México y la derecha Estados Unidos.

## Amenazas que afectan a la reserva
El área protegida está afectada por varias amenazas, siendo todas causadas por el ser humano. Estas pueden ser ambientales, debido a los excesos cometidos por los pobladores sobre los recursos del pastizal, con la ganadería extensiva y la sobrecarga de ganado, y el desmonte para la utilización de esas áreas para nuevos cultivos, perdiéndose así especies vegetales nativas. Otra amenaza es el aprovechamiento minero, utilizando los materiales extraídos para las obras y los servicios. También existe el contrabando de hormiga, sobre todo de cactáceas, fósiles y otros artefactos arqueológicos utilizados por los antiguos habitantes de la zona. Una amenaza a futuro es la actividad turística sin control.

## Objetivo
Esta reserva se creó con el objetivo de contar con una superficie protegida que representase a la zona ecológica conocida como desierto Chihuahuense, siendo contraparte de las áreas protegidas fronterizas del estado de Texas, pudiendo ampliar así la protección de los ecosistemas y realizando acciones conjuntas en materia ecológica. Un estudio de la Universidad Autónoma de Chihuahua realizado en 1994 sostiene también que la región se encuentra protegida ya que cuenta con una cantidad considerable de especies protegidas (trece especies de flora y sesenta y seis de fauna) y una gran riqueza geológica, hidrológica e histórica, además de un llamativo contraste entre los ecosistemas del desierto y del bosque.